# Haaz' Garage
Haaz' Garage (eerder Rocky's Trucks, en daarvoor Bugs Bunny's Trucking Company) is een attractie in familiepretpark Walibi Holland in Biddinghuizen.

## Geschiedenis
De rondrit is onder de naam Bugs Bunny's Trucking Company in 2000, het openingsjaar van Six Flags Holland, door SBF Visa gebouwd en stond in het toenmalige themagebied Bugs Bunny Wereld. Het thema van de attractie was Bugs Bunny, met wortels en dergelijke.
In 2004 werd Six Flags Holland verkocht en verdwenen daarmee ook de rechten van de Looney Tunes figuren. Toen de naam in 2005 werd veranderd naar Rocky's Trucks bleef het thema gelijk. Bij de attractie hoorde een overdekte wachtrij, maar deze is in 2009 afgebroken.
De huidige naam, Haaz' Garage, kreeg de attractie in 2011 en verwijst naar een mascotte van het park, Haaz. 
Afbeeldingen · Lijst van attracties